# Takasago (1897)
El Takasago (高砂?) fue un crucero protegido de la Armada Imperial Japonesa, diseñado y construido por los astilleros Armstrong Whitworth en Elswick, en Gran Bretaña. Su nombre procede de un lugar situado en la prefectura de Hyōgo, cerca de Kobe.

## Desarrollo

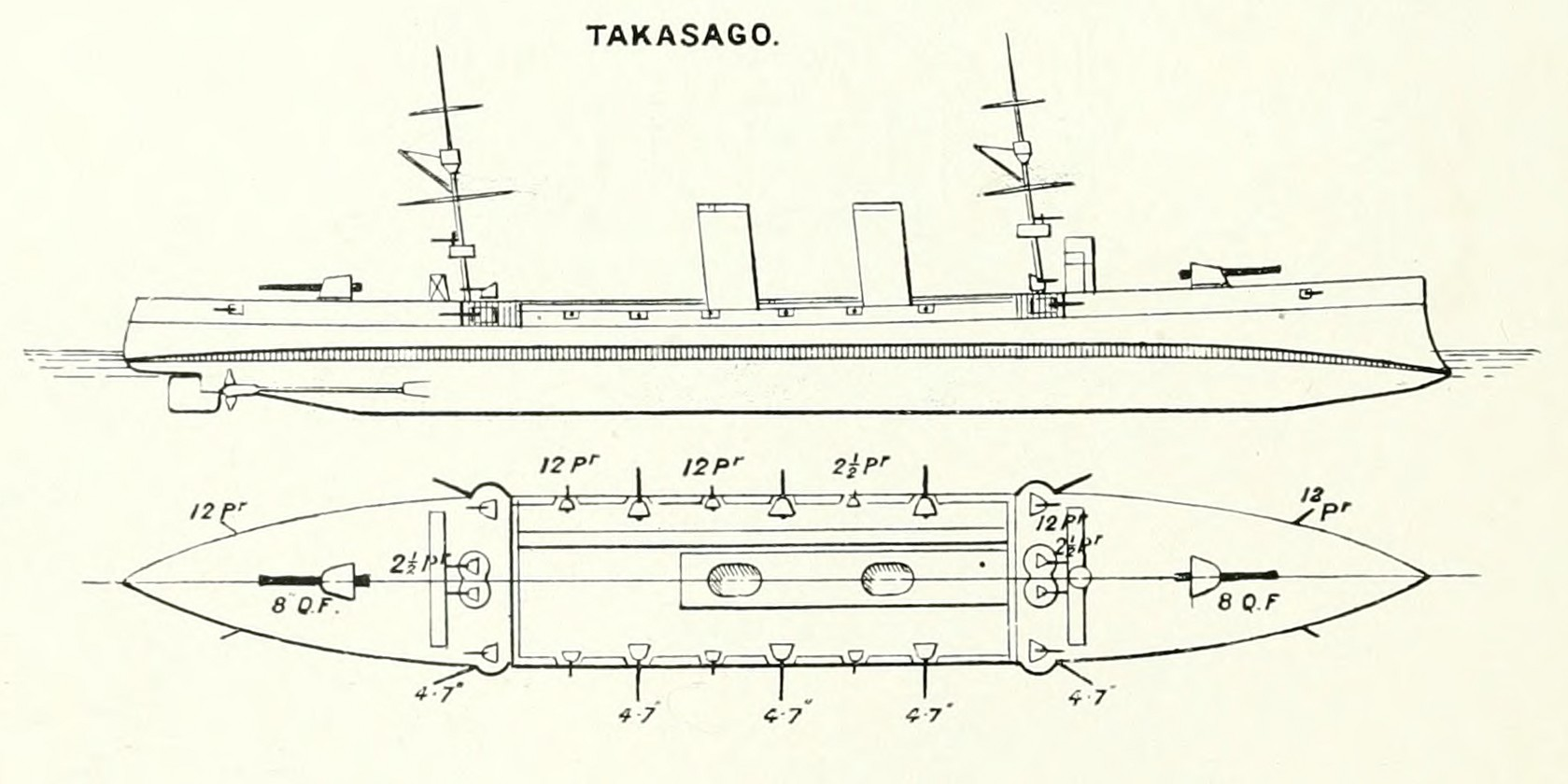
Ilustración aparecida en el Brassey's Naval Annual de 1902

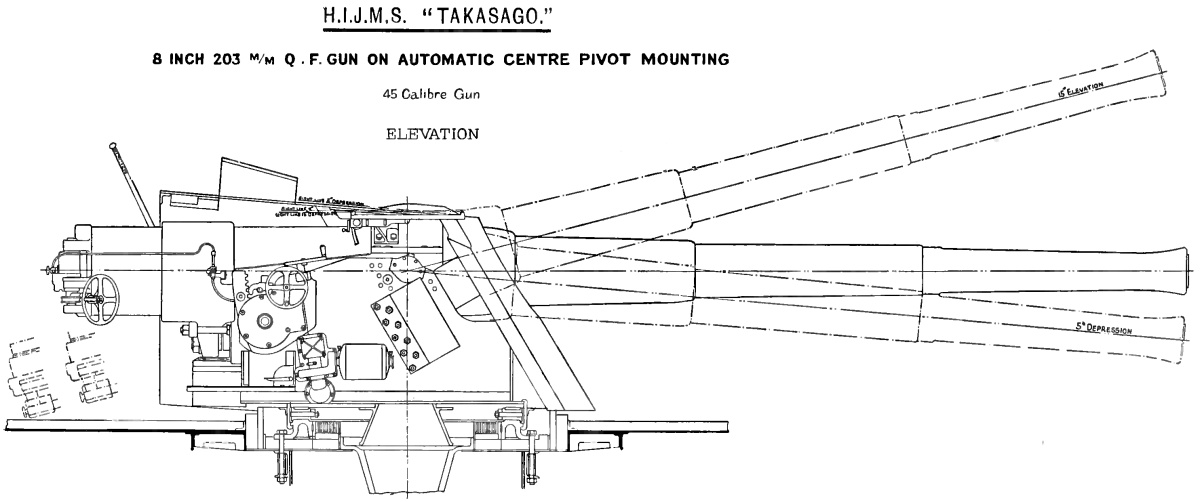
Armamento principal de 203 mm

El Takasago era una versión mejorada del diseño del crucero argentino Veinticinco de Mayo, realizado por Sir Philip Watts, quien fue responsable también del diseño del crucero Izumi y de los cruceros de la clase Naniwa. En ocasiones -debido a la similitud de diseño, armamento y velocidad- se considera al crucero Yoshino como gemelo del Takasago.
Comenzó como un proyecto privado de los astilleros Elswick. La quilla fue puesta en abril de 1896 con el número 660 y fue vendido a Japón en julio de 1896. La botadura tuvo lugar el 18 de mayo de 1897, y fue completado en abril de 1898.

## Diseño
El Takasago era un producto típico de la casa Elswick: casco de acero dividido en 109 compartimentos estancos, un castillo de proa bajo, dos chimeneas y dos mástiles. Su blindaje era de tipo Harvey, proyectado para aguantar el impacto de proyectiles perforantes de hasta 203 mm. La proa fue reforzada para poder ejercer la función de espolón. El motor era una máquina de vapor de pistón con cuatro calderas cilíndricas y dos hélices. A este respecto, su diseño era casi idéntico al del Yoshino, sin embargo el Takasago le superaba en armamento.El armamento principal del Takasago consistía en dos cañones navales protegidos por escudos y situados respectivamente a proa y popa de 20.3 cm/45 Tipo 41 . El armamento secundario consistía en cañones de tiro rápido de 6 pulgadas de calibre 40 montados en casamatas y barbetas situadas cerca del puente. Contaba también con 12 cañones de tiro rápido de 12 libras, 6 cañones de tiro rápido Hotchkiss y cinco tubos lanzatorpedos de 457 mm.

## Servicio
La primera intervención en el extranjero del Takasago tuvo lugar en 1900, cuando prestó apoyo a las fuerzas de desembarco que ocuparon la ciudad portuaria de Tianjin, en China septentrional, durante la Rebelión de los Bóxers dentro de la contribución japonesa a la Alianza de las Ocho Naciones.
El 7 de abril de 1902, el Takasago y el Asama navegaron hasta Gran Bretaña como parte de la delegación oficial japonesa enviada para asistir a la ceremonia de coronación del rey Eduardo VII y para celebrar la Alianza anglo-japonesa, en una singladura que les llevaría a recorrer un total de 24,718 millas náuticas (45,778 km). Tras participar en una revista naval en Spithead entre el 24 y el 27 de junio de 1902, ambos buques visitaron numerosos puertos europeos y asiáticos (Singapur, Colombo, Suez, Malta, Lisboa y Gibraltar a la ida; Nápoles, Adén, Colombo, Singapur, Bangkok y Hong Kong a la vuelta. Llegaron a Japón el 28 de noviembre de 1902.

## Guerra ruso-japonesa
El Takasago tomó parte como buque insignia del almirante Dewa en el bombardeo de la base naval de Port Arthur que tuvo lugar la mañana siguiente al ataque contra la flota rusa por parte de destructores japoneses, que dio inicio a la guerra ruso-japonesa. El ataque provocó un incendio que destruyó parte de la ciudad y causó daños a varios buques fondeados en la bahía, sobre todo a los cruceros Novik, Diana y Askold, y al acorazado Petropavlovsk. Al ataque le siguió un bloqueo a la flota rusa, durante el cual el Takasago capturó el mercante Manchuria, perteneciente a la Far East Shipping Company que fue incorporado a la marina japonesa como botín de guerra y rebautizado como Kantō Maru.
El 10 de marzo de 1904, el Takasago participó en un ataque contra el crucero ruso Bayan. El 15 de mayo auxilió en el rescate de los supervivientes de los acorazados Yashima y Hatsuse, perdidos a causa de minas. También combatió en la batalla del mar Amarillo el 10 de agosto.
En octubre de 1904 volvió a Japón para ser revisado y mantenido. Tras su vuelta al servicio, durante una misión de reconocimiento en la que proporcionaba cobertura a una escuadra de destructores, el Takasago chocó con una mina marina a 37 millas náuticas (69 km) al sur de Port Arthur el 13 de diciembre de 1904. La explosión subsiguiente hizo explotar la santabárbara. La inundación no pudo ser controlada y no se pudieron lanzar los botes salvavidas debido a la mar picada y la ventisca que los azotaba en ese momento. El Takasago se hundió  a 38°10′N 121°15′E. Murieron 273 oficiales y tripulantes. El crucero Otowa rescató a 162 tripulantes. El Takasago fue el último gran buque de guerra japonés perdido en la guerra ruso-japonesa. El tendido de la mina se le atribuyó al capitán de dragaminas y futuro almirante Aleksandr Kolchak, el cual fue condecorado con la prestigiosa Orden de Santa Ana y la Espada de Oro al valor por dicha acción.

## Galería

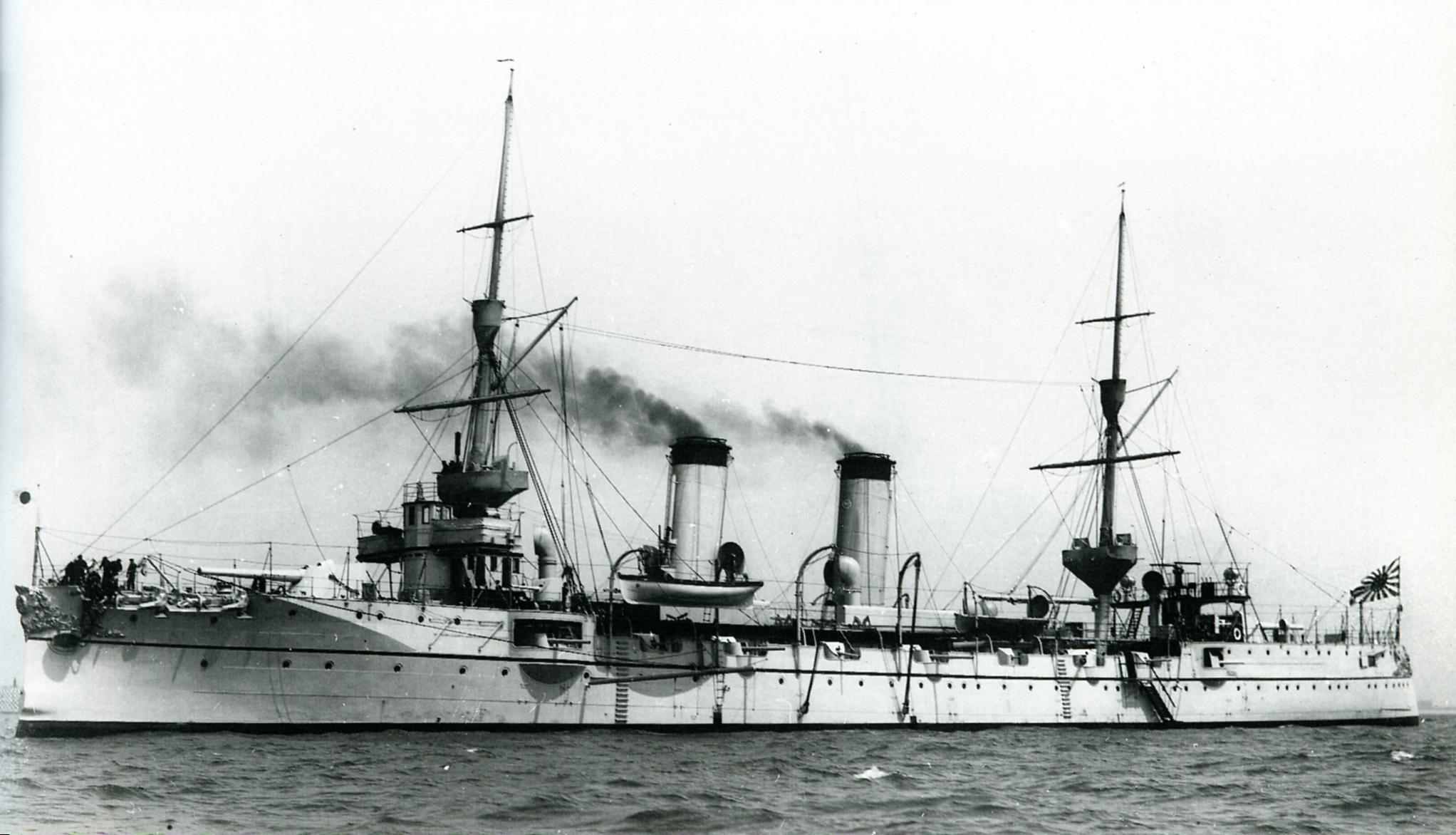
En Portsmouth
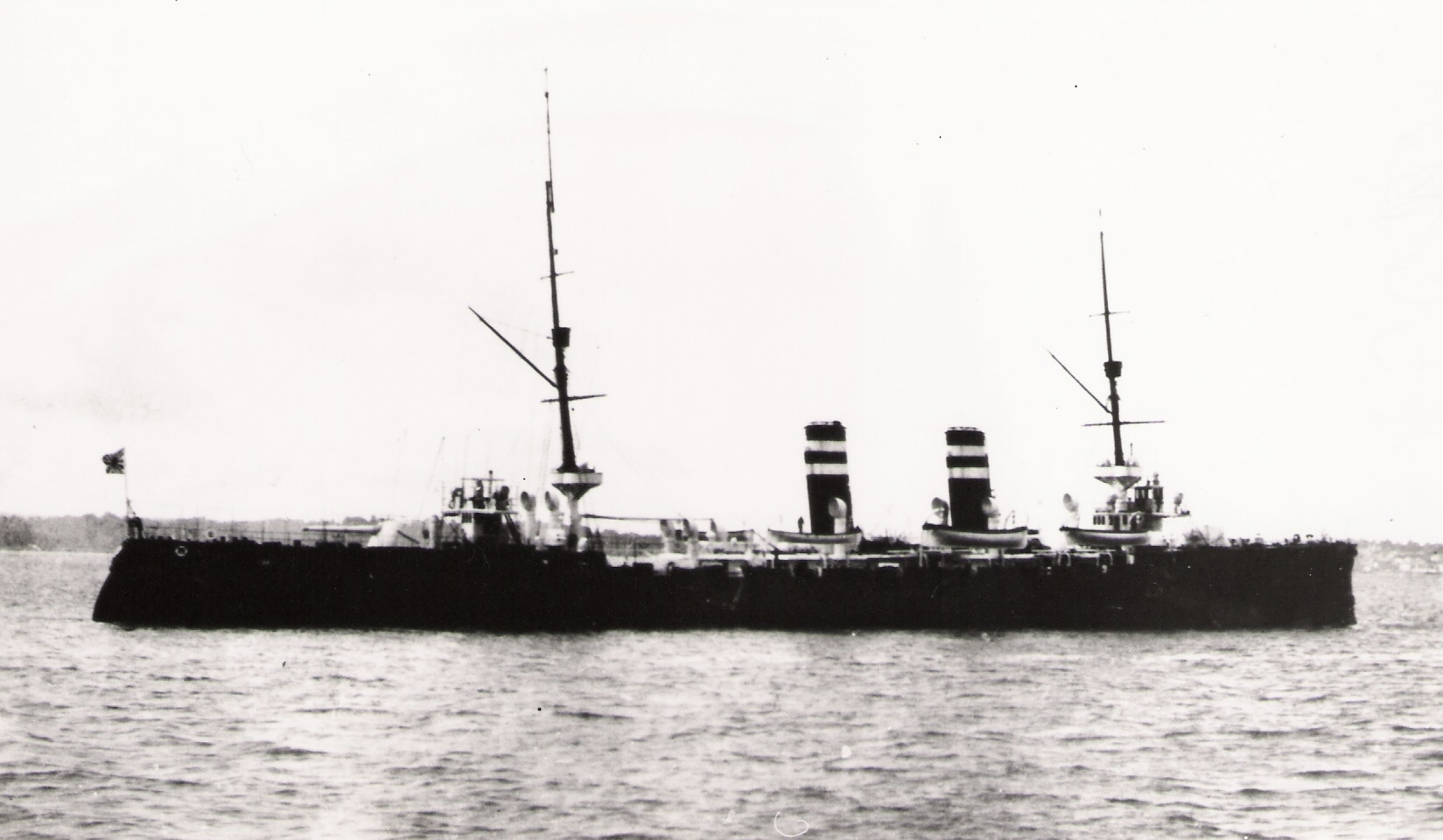
En Portsmouth
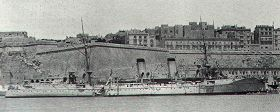
En Taiwán
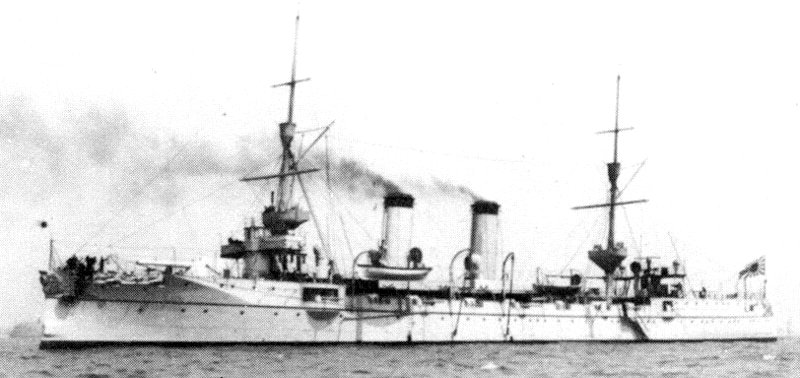
En 1896